# Bauantrag
Der Bauantrag (früher auch Baugesuch) ist der Antrag des Bauherrn auf eine Baugenehmigung für ein Bauvorhaben. In Deutschland werden Einzelheiten durch die Bauordnung und die Bauvorlagenverordnung des jeweiligen Bundeslandes geregelt. Im Normalfall ist für das Erstellen eines Bauantrags ein bauvorlageberechtigter Entwurfsverfasser erforderlich. Unter seiner Verantwortung werden die Bauvorlagepläne, Berechnungen usw. erstellt. Er unterzeichnet diese Unterlagen sowie die Bauantragsformulare, ebenso wie der Bauherr.
Zur Klärung von (wichtigen) Einzelfragen kann vor einem Bauantrag zunächst eine Bauvoranfrage gestellt werden.

## Rechtsgrundlage
Die Rechtsgrundlage ist das Baugesetzbuch (BauGB) in Verbindung mit den Landesbauordnungen und den Bauvorlageverordnungen der Länder. Der Bauantrag ist in der Regel in dreifacher Ausfertigung bei der Gemeinde einzureichen. Die früher üblichen Bauantragsmappen in den Farben
1. Ausfertigung: grün (Bauaufsichtsbehörde),
2. Ausfertigung: rot (Bauherr) und
3. Ausfertigung: gelb (Gemeinde)

sind heute nicht mehr in allen Bundesländern erforderlich.

## Allgemein notwendige Unterlagen eines Bauantrages
Der Bauantrag ist schriftlich bei der unteren Bauaufsichtsbehörde einzureichen. Mit dem Bauantrag sind alle für die Beurteilung des Bauvorhabens und die Bearbeitung des Bauantrags erforderlichen Unterlagen (Bauvorlagen) einzureichen. Näheres regeln meist entsprechende Rechtsverordnungen der Bundesländer (Bauvorlagenverordnungen). Es sind die wesentlichen Inhalte zeichnerisch darzustellen.

### Bauantrag
Ausgefüllter Bauantrag (auf dem entsprechenden Formular, falls die Bauaufsichtsbehörde eines veröffentlicht hat) mit statistischem Erhebungsbogen. Formblatt zum Anzeigen jeglicher baulicher Änderungen, für die Genehmigungserteilung seitens der Behörden. Eine Zustimmungserklärung der Nachbarn sowie ggf. eine Baulastenerklärung.

### Bauzeichnungen
Zeichnerische Darstellung der geplanten Baumaßnahme im Maßstab 1:100 (1 cm entspricht 100 cm).
Je nach Bauvorhaben können in der Schweiz auch Maßstäbe von 1:100 oder 1:50 gefordert werden. So ist es beispielsweise sinnvoll, ein Gartenhäuschen eher im Maßstab 1:50 vorzulegen, ein Einfamilienhaus im Maßstab 1:100, ein Einkaufszentrum mit 1:1000 und einen Quartierumbau mit 1:10'000.
Genaue Angaben sind stets bei der zuständigen Gemeindestelle zu beziehen, in der Regel beim Bauamt der Gemeinde bzw. der Stadt.

### Lageplan
Katasteramtlicher Lageplan, i. d. R. auf Basis eines Auszuges aus der Liegenschaftskarte (Flurkarte), im Maßstab 1:1000
(1 cm entspricht 10 m) bzw. 1:500 (1 cm entspricht 5 m).
Dieser ist, je nach landesrechtlichen Vorschriften, beim zuständigen Katasteramt, bei öffentlich bestellten Vermessungsingenieuren oder Sachverständigen für das Vermessungswesen erhältlich. Der Vermesser erhält in diesem Zusammenhang die Pläne vom Architekten und arbeitet diese in einen Lageplan ein. Sofern ihm Abweichungen vom Bebauungsplan auffallen, welche die Genehmigungsfähigkeit des Projektes in Frage stellen, weist er den Architekten üblicherweise darauf hin, so dass dieser die Planung vor der Baueingabe beim Amt nach Rücksprache mit dem Bauherren noch angleichen kann.

### Baubeschreibung
Hierzu gehören vor allem eine zeichnerische Darstellung, die Anzahl der Vollgeschosse, der Nachweis der Einhaltung von Grund- und Geschossflächenzahl, die Darstellung der Abstandsflächen zu den Nachbargrundstücken und die Darstellung der ggf. abzubrechenden Objekte. Zusätzlich ist die Betriebsbeschreibung bei gewerblichen Baumaßnahmen zu erstellen.
Durch die Baubeschreibung wird das Vorhaben in seinen technischen Einzelheiten durch die Angabe von verwendeten Baumaterialien und Ausstattungen erläutert.

### Befreiungsantrag
Für den Fall, dass eine Ausnahme, Befreiung oder Abweichung vom Bebauungsplan in der Planung vorgesehen ist, sollte ein begründeter Befreiungsantrag gestellt werden. Eine Bauvoranfrage kann vorab Klarheit über die Genehmigungsfähigkeit von einzelnen Abweichungen und Befreiungen verschaffen.

### Berechnungen
Berechnungen und Ermittlung der bebauten Fläche, des umbauten Raumes, der Grundflächenzahl (GRZ),
der Geschossflächenzahl (GFZ), der Wohnfläche oder Nutzfläche, Angabe der Rohbau- und Gesamtkosten.
In der Schweiz:
Berechnungen und Ermittlung der bebauten Fläche und des umbauten Raumes, der Baufläche (BF), der Fensterfläche (FF), der Ausnützungsziffer (AZ), Nachweis energetischer Maßnahmen (Af/EBF), Angabe der Rohbau- und Gesamtkosten z. B. in Form einer kubischen Berechnung nach der Norm SIA116(alt) oder SIA416(neu).

### Technische Nachweise
Standsicherheitsnachweis (Statik), Wärmeschutznachweis sowie gegebenenfalls der Schallschutznachweis.
Diese können zumeist auch im Laufe des Genehmigungsverfahrens nachgereicht werden bzw. sind bei bestimmten Baumaßnahmen nicht erforderlich.

### Betriebsbeschreibung
Bei gewerblichen Bauvorhaben sind Beschreibung und Darstellung der Tätigkeit des Betriebes,
der Betriebsablauf, die Anzahl der Beschäftigten usw. enthalten. Die meisten Bauvorlagenverordnungen (BauVorlVO) geben keine konkreten Hinweise zu den nötigen Inhalten einer Betriebsbeschreibung. Lediglich Schleswig-Holstein regelt den Inhalt einer Bau- und Betriebsbeschreibung in § 9 seiner Bauvorlagenverordnung. Viele Städte und Kommunen bieten Formularblätter zur Erstellung von Betriebsbeschreibungen für Gewerbliche Anlagen an.

### Entwässerungsplan (-gesuch)
Zeichnerische Darstellung der Abwasserbeseitigung (Schmutz- und Niederschlagswasser) und deren Berechnung. Der Entwässerungsplan kann oft auch nach Erteilen der Baugenehmigung eingereicht werden, sobald die Auflagen aus der Baugenehmigung bekannt sind.
Für Schmutzwasser wird in der Regel auf der Grundlage der Ablaufstellen im Gebäude (z. B. Duschwannen, Toiletten, Waschbecken etc.) und den einschlägigen Richtlinien (z. B. DIN 1986-100) eine Berechnung der anfallenden Schmutzwassermenge durchgeführt und deren Ableitung in verschiedenen Planarten dargestellt.
Für Niederschlagswasser erfolgt die Berechnung in der Regel auf den KOSTRA-DWD-Daten des Deutschen Wetterdienstes. Das Niederschlagswasser sollte im Idealfall nicht abgeleitet werden, sondern auf eigenem Grundstück wieder versickert werden. Hierzu bestehen entsprechende Vorschriften für die Berechnung, die Art der Gestaltung des Versickerungsbauwerks und den Betrieb der Versickerungsanlage (z. B. DWA-A 138), die vom Fachingenieur einzuhalten sind und gegenüber der Genehmigungsbehörde nachzuweisen sind.
In manchen Bundesländern (z. B. Rheinland-Pfalz) benötigt der einreichende Fachingenieur eine spezielle Zulassung (in RLP gem. § 103 LWG RLP). Die entsprechende Liste der zugelassenen Ingenieure kann hierbei bei der Ingenieurkammer Rheinland-Pfalz eingesehen werden.

### Freiflächenplan / Freiflächengestaltungsplan
Der Freiflächenplan (FFP) oder Freiflächengestaltungsplan ist Bestandteil des Bauantrags und stellt die Freianlagen / Außenanlagen eines Bauwerks da. Freianlagen sind planerisch gestaltete Freiflächen und Freiräume sowie entsprechend gestaltete Anlagen in Verbindung mit Bauwerken oder in Bauwerken und landschaftspflegerische Freianlagenplanungen in Verbindung mit Objekten.
Der Freiflächenplan verfolgt das Ziel den Nachweis zu führen, dass die Objektplanung des Bauherrn mit den rechtlichen Vorgaben (meistens als Satzung definiert in einem Bebauungsplan) übereinstimmt. Der Plan wird üblicherweise von einem Landschaftsplaner / Landschaftsarchitekten oder vergleichbar qualifizierter Person erstellt. Im Rahmen der Bearbeitung erfolgt die Zusammenstellung der Vorlagen und Nachweise für die öffentlich-rechtliche Genehmigungen oder Zustimmungen einschließlich der Anträge auf Ausnahmen und Befreiungen sowie notwendiger Verhandlungen mit Behörden unter Verwendung der Beiträge anderer an der Planung fachlich Beteiligter. Darüber hinaus erfolgt die Einreichung der Vorlagen und gegebenenfalls Ergänzung und Anpassen der Planungsunterlagen, Beschreibungen und Berechnungen. Diese Grundleistungen sind in der Anlage 11 der Honorarordnung für Architekten und Ingenieure (HOAI) definiert. Nicht Bestandteil des Freiflächenplanes, und somit besondere Leistung mit gesonderter Vergütung, sind z. B. der Landschaftspflegerische Begleitplan (LBP), der Fachbeitrag Artenschutz bzw. Artenschutzgutachten oder ein Baumfällantrag oder Rodungsantrag.
Der Freiflächenplan entspricht damit der Leistungsphase 4 des § 39 der Honorarordnung für Architekten und Ingenieure (HOAI) und setzt zu seiner Erfüllung voraus, dass die vorangegangenen Leistungsphasen 1-3 entsprechend qualifiziert erarbeitet wurden.
Eventuell notwendige weitere Unterlagen können der Brandschutznachweis, detaillierte technische Angaben zu Heizungs- oder Lüftungsanlagen sowie die Prüfstatik sein oder auch Artenschutzgutachten.

### Bauleitererklärung
Die Benennung eines Bauleiters ist spätestens für die Baufreigabe erforderlich und wird oft mit den Bauantragsunterlagen abgegeben.

### Statistischer Erhebungsbogen
Zur Erhebung von Daten für die Statistik des Landes wird ein Erhebungsbogen mit dem Bauantrag eingereicht, der Auskunft über die Anzahl von Räumen und Wohnungen und weitere Daten gibt.

### Kosten
Die Kosten für einen Bauantrag gliedern sich auf in:
- Antragskosten: Diese können durch folgende Faustformel überschlägig berechnet werden: umbauter Raum in m³ × Bauwert in Euro/m³ × Gebührensatz der Bauaufsichtsbehörde. Denn die Kosten sind nicht festgeschrieben. Hinzu kommen meist noch Mindestgebühren für die Bearbeitung des Antrages, die von den Behörden erhoben werden, diese liegen zwischen 100 und 200 €.
- Gebühren für den Architekten oder andere bauvorlageberechtigte Personen: Die Kosten für den Bauantrag belaufen sich in der Regel auf rund 0,5 % der Gesamtkosten für den geplanten Bau oder Umbau.

Artikel 13 Absatz 2 der EG-Dienstleistungsrichtlinie regelt EU-weit, dass die mit dem Antrag entstehenden Kosten vertretbar sind und zu den Kosten der Genehmigungsverfahren verhältnismäßig sein müssen. Sie dürfen die Kosten der Verfahren nicht übersteigen.

### Fristen
Ein Bauantrag muss in den meisten Bundesländern innerhalb von 10 Werktagen nach Einreichen des Antrages auf Vollständigkeit geprüft werden. Liegt der Antrag vollständig vor, erhält der Antragsteller eine Vollständigkeitsbescheinigung. Die meisten Bundesländer sehen in der Landesbauordnung eine Bearbeitungszeit von 3 Monaten im vollständig vorliegenden Bauantrag vor. Das EG-Recht gibt über die Dienstleistungsrichtlinie der europäischen Staatengemeinschaft (Artikel 9 bis 13) einen fiktiven Verwaltungsakt im Genehmigungsverfahren an: Gemäß Artikel 13 Absatz 4 gilt der Antrag als genehmigt, wenn der Antrag nicht binnen einer „vorab festgelegten und bekannt gemachten angemessenen Frist bearbeitet“ wird, die einmal verlängert werden kann. Jedoch kann eine andere Regelung vorgesehen werden, wenn dies durch einen „zwingenden Grund des Allgemeininteresses“, einschließlich eines „berechtigten Interesses Dritter“, gerechtfertigt ist.